# Cristoforo Foppa
Pour les articles homonymes, voir Foppa.
Cristoforo Foppa  ou Caradosso, né à Mondonico (près de Lecco vers 1452 et mort à Rome le 1526 ou 1527, est un sculpteur, graveur et un orfèvre italien de la fin du XVe siècle et du début du XVIe siècle.

## Biographie
On connaît peu de choses de la vie de Cristoforo Foppa.
Sa renommée et les éloges de ses contemporains en font un protagoniste majeur de l'orfèvrerie italienne du Cinquecento.
Benvenuto Cellini et Francesco Francia furent ses élèves.

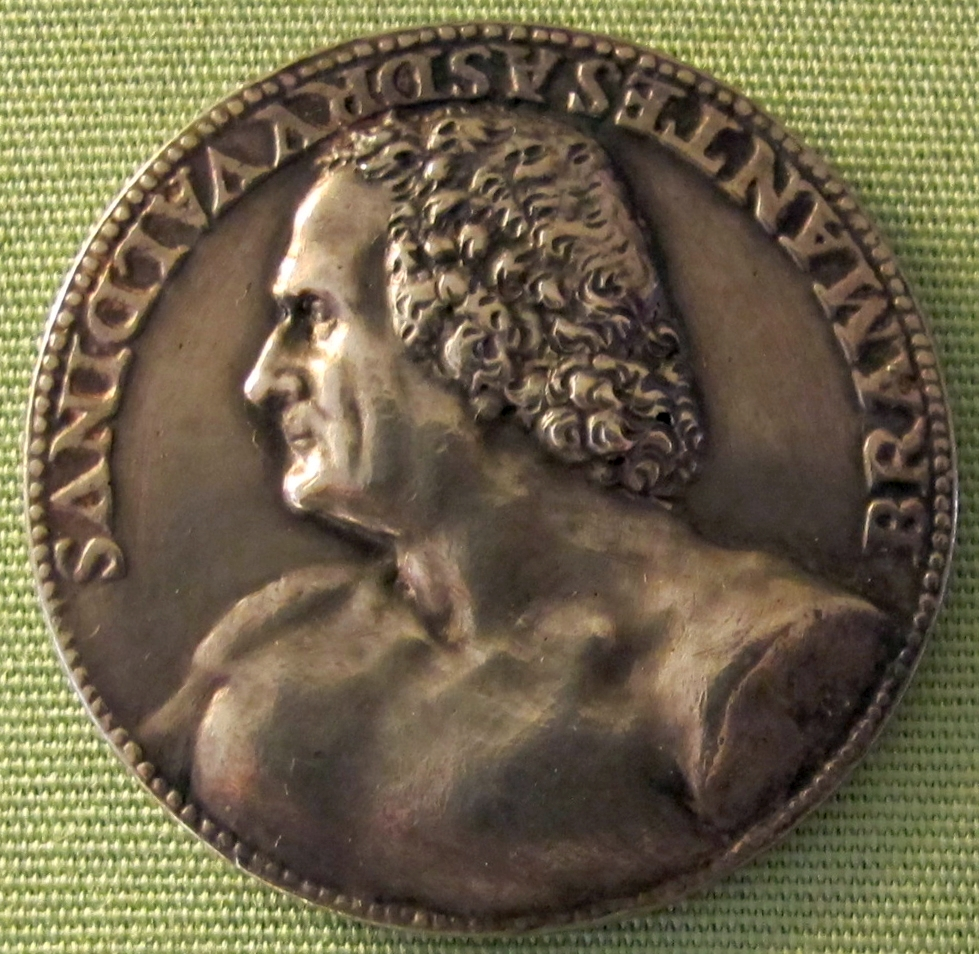
Médaille de Bramante, 1506.

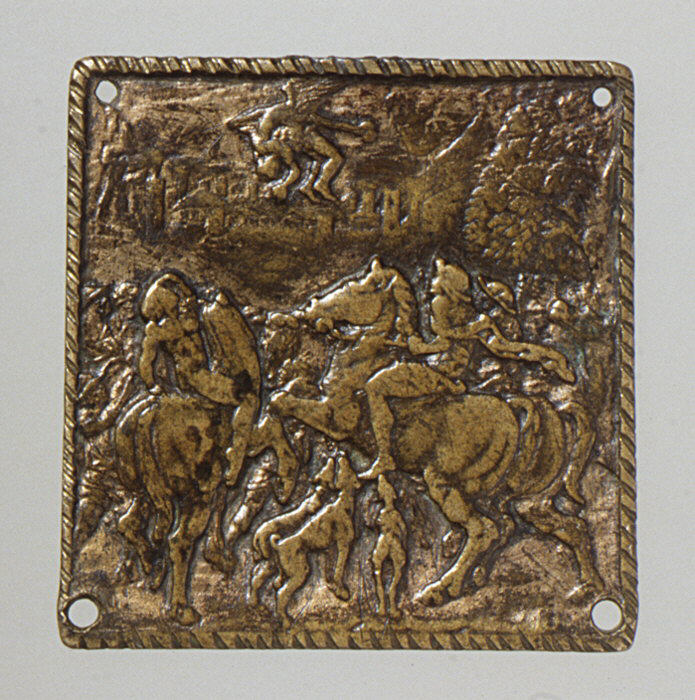
Le Viol de Ganymède, n. d.

Sa carrière commença à la cour de Ludovico il Moro, comme joaillier et responsable des achats des diamants et des pierre précieuses.
Il s'occupa de plusieurs missions en Toscane et à Rome (1494) lorsque Pierre II de Médicis fut chassé de Florence.
À Milan, il produisit entre autres 4 bustes en argent pour l'église San Satiro.
En 1504, au service de Béatrice d'Este, il réalisa pour elle une broche pour chapeau représentant Laocoonte, un vase réalisé avec 49 morceaux de cristaux rassemblés à l'aide d'argent émaillé, ainsi qu'un encrier.
En 1505, il fut à Rome à la cour du pape Jules II.
Beaucoup de ses œuvres ont été égarées.
Son œuvre majeure est la tiare du pape Jules II dont le dessin est conservé au British Museum.
D'autres pièces qui lui sont attribuées sont conservées dans la collection privée Dreyfus à Paris (plaquettes ciselées), au Musée de Berlin et au Musée Estense à Modène.

## Œuvres
- Niccolò Orsini (médaille), bronze de 41,5 mm de diamètre
- Médaille commemorative de Bramante (1505-1506), National Gallery of Art, Washington.
- Medaille de Jules II (1506), bronze de 5,7 cm de diamètre, Bibliothèque Nationale, Paris.